# 弗罗斯特银行中心
弗羅斯特銀行中心（Frost Bank Center），舊名美國電話電報中心（AT&T Center）和西南貝爾中心（SBC Center），是一座位於美國德克薩斯州圣安东尼奥市中心的室內體育館，也是美国国家篮球协会球隊圣安东尼奥马刺的主場。
2004年，此中心被改名為「SBC中心」。2006年3月1日，因贊助商西南貝爾通訊（SBC Communications）在2005年底與舊AT&T（AT&T Corp.）合併後，改名為美國電話電報中心（AT&T Inc.），體育館隨之改名為「AT&T中心」。然後在2023年8月23日宣佈中心的贊助商將變更為弗羅斯特銀行，同年9月22日體育館正式改名為「Frost Bank中心」

## 外部連結
- 官网（页面存档备份，存于）

1. ↑  .   [2008-10-09]. （原始内容存档于2008-12-25）.
2. ↑  1634–1699: McCusker, J. J.  (PDF). American Antiquarian Society. 1997. 1700–1799: McCusker, J. J.  (PDF). American Antiquarian Society. 1992. 1800–present: Federal Reserve Bank of Minneapolis. .   [2024-02-29].
3. 1 2  AT&T Center (formerly SBC Center) San Antonio, Texas, USA （页面存档备份，存于） architect: Ellerbe Becket
4. 1 2 3 4 5  .   [2013-09-14]. （原始内容存档于2013-01-20）.